# 인도 국민회의
인도 국민회의(印度國民會議, 힌디어: भारतीय राष्ट्रीय कांग्रेस, 영어: Indian National Congress, INC)는 1885년에 설립된 인도의 정당으로, 1930년대부터 인도 국민주의 운동에서 정치적 영향력을 확대했다. 인도 국민회의는 1947넌 인도 자치령 시행 이후부터 공식적으로 세속주의를 지지했고, 1950년부터 인도 공화국 성립 자와할랄 네루의 독자적인 정치철학과 비동맹주의에 입각한 정책들을 시행했다. 독립 이후 한때 일당 우위 체제를 형성하고 독재를 시행하기도 했으나 오늘날에는 민주주의 정당이자 중도좌파 정당이다.
오늘날 인도 국민회의는 인도 인민당과 함께 인도에서 양당제를 구성하고 있으며, 정치적 이념과 입장은 포괄정당에 준하는 것으로 간주된다.

## 역사
1885년 봄베이에서 설립되었으며, 반영국 독립운동의 주체로서 활동했다. 설립 초기에는 지식인·지주·상인·고리대금업자 등으로 구성된 정치 단체로서 영국과 인도 간의 관계를 긴밀하게 하고 영국의 인도 통치에 협력하기 위한 조직으로 출발하였다. 영국에 대해 우호적인 입장이면서도 불공정하고 유해한 부분에 대해서는 개혁을 요구하는 역할을 하였으며, 영국이 인도를 통치하는 데 있어서의 편의를 도모하고 인도의 반영국 운동을 무마하려고 애썼다.
이러한 친영 성향의 단체가 반영 운동을 주도하고, 민족 운동을 지도하게 된 것은 20세기에 접어든 이후부터이다. 1905년에 영국이 인도에서 반영 여론이 높은 벵골 지방을 동·서로 분열하는 벵골 분할령을 내렸는데, 벵골 분할령은 영국이 인도 통치의 수단으로 사용한 정책으로서 반영 기운이 높은 벵골을 힌두교도가 많은 서 벵골과 이슬람교도가 많은 동 벵골로 분단함으로써 민족적 통합을 분열시키고자 하였던 법이다. 이에 인도 국민회의는 영국의 기만적 행동으로 인해 영국과 갈등을 겪으며 반영 운동을 전개하게 되었다. 인도 국민회의는 영국 상품을 배척하였고, 완전 자치를 표방하는 '스와라지' 운동과 인도 국산품을 애용하자는 구호로 '스와데시' 운동 등을 주도해 나갔으며, 국민·민족 교육 등을 주장하면서 민족의 일체감을 높였고, 국내 산업의 발전을 유도하는 등에 기여를 했다. 이같은 인도 국민 회의의 활약으로 영국은 1911년에 벵골 분할령을 철회하였다.
독립 이후에는 인도의 가장 지배적인 정당이었으며, 1945년부터 1977년 총선 때까지는 인도의 유일한 집권정당이었다. 하지만 정부의 3차 경제 계획이 예상 외의 저조한 성과를 거두고 무리하게 진행된 산아 제한 정책 등에 대한 불만이 커져갔고, 언론과 정적을 탄압하는 인디라 간디에 대한 반발이 거세지며 1977년부터 1980년까지는 야당으로 밀려나야만 했다.
허나 당시 인디라 간디의 국민회의를 몰아내고 집권했던 여당 세력이 인디라 간디를 축출하기 위해 좌에서 우에 이르기까지 다양한 세력이 연합한 세력이었기에, 얼마 지나지 안에 여당 내에서 자중지란이 일어나며 신임을 잃게 되었다. 이후 국민회의는 1980년 총선에서 다시 압승하며 여당으로 복귀했고, 이후 1984년에 인디라 간디가 암살당하자 이듬해까지 이어진 추모 열기로 인하여 또다시 국민회의가 압승을 거두게 된다. 이후 1989년에 다시 정권을 상실하지만, 인디라 간디의 아들인 라지브 간디가 테러로 죽으며 또다시 추모 열기가 일며 나라심하 라오 총리의 지휘 아래 다시 정권을 재창출하였다.
1996년에서 2003년까지 인도 인민당이 급성장하며 야당으로 밀려났다가, 2004년에 만모한 싱 총리 체제 아래 집권하며 인도의 고도성장을 이끌었다는 평을 들었다. 이후 재집권을 노렸으나, 2010년 들어 성장이 정체되고 정부 고위직 인사들의 부패로 인해 2014년에 참패, 야당으로 밀려났다. 이후 나렌드라 모디 총리가 이끄는 인도 인민당이 극우, 힌두 근본주의 등으로 얼룩지며 국민회의의 입지가 상대적으로 강해지는가 싶었으나, 당수인 라훌 간디의 리더십 부족, 지나치게 과거의 향수에만 집착한 선거 마케팅, 권력 세습 구도와 같은 타고난 약점들로 인하여 2019년 총선에서 543석 중 52석을 겨우 확보하며 참패하였다. 이후 라훌 간디는 당수직에서 사퇴하였으며, 소냐 간디가 현재 당을 지도하고 있다.
2022년 10월 19일에 열린 신규 대표 선거에서 말리카르준 카르게 전 의원이 대표에 선출되었다. 그는 9천여명의 대의원중 7천명의 지지를 얻어 경쟁자인 시 타루르 의원에 압승을 거줬다. 인도 국민 회의에서 네루-간디 가문 이외의 인사가 대표에 선출된 것은 24년 만에 처음이다.

## 상징
2014년 총선에서는 손가락이 모아진 채로 바닥을 드러낸 왼손을 정면으로 그린 모습을 당의 상징으로 채택하였다. 이 상징은 1977년에 인디라 간디가 당에서 탈퇴하여 새로운 국민회의를 구성할 적부터 사용한 상징이다. 1952년부터 1971년까지의 상징은 쟁기를 진 황소의 형태였으며, 1971년부터 1977년까지는 어미의 젖을 빨고 있는 새끼 물소의 모습을 상징으로 채택한 바 있다.

## 총선
| 연도 | 선거                    | 당대표              | 의석수    | 의석 변동 | 득표율 | 부동표 | 결과                       |
| ---- | ----------------------- | ------------------- | --------- | --------- | ------ | ------ | -------------------------- |
| 1934 | 5대 중앙 입법 의회 선거 | 부랍하이 데사이     | 42 / 147  | 42        | –      | –      | N/A                        |
| 1945 | 6대 중앙 입법 의회 선거 | 사랏 찬드라 보세    | 59 / 102  | 17        | –      | –      | 인도 임시 정부 (1946–1947) |
| 1951 | 1대 로크 사바           | 자와할랄 네루       | 364 / 489 | 364       | 44.99% | –      | 여당                       |
| 1957 | 2대 로크 사바           | 자와할랄 네루       | 371 / 494 | 7         | 47.78% | 2.79%  | 여당                       |
| 1962 | 3대 로크 사바           | 자와할랄 네루       | 361 / 494 | 10        | 44.72% | 3.06%  | 여당                       |
| 1967 | 4대 로크 사바           | 인디라 간디         | 283 / 520 | 78        | 40.78% | 2.94%  | 여당                       |
| 1971 | 5대 로크 사바           | 인디라 간디         | 352 / 518 | 69        | 43.68% | 2.90%  | 여당                       |
| 1977 | 6대 로크 사바           | 인디라 간디         | 153 / 542 | 199       | 34.52% | 9.16%  | 여당                       |
| 1980 | 7대 로크 사바           | 인디라 간디         | 351 / 542 | 198       | 42.69% | 8.17%  | 여당                       |
| 1984 | 8대 로크 사바           | 라지브 간디         | 415 / 533 | 64        | 49.01% | 6.32%  | 여당                       |
| 1989 | 9대 로크 사바           | 라지브 간디         | 197 / 545 | 218       | 39.53% | 9.48%  | 야당                       |
| 1991 | 10대 로크 사바          | P. V. 나라심하 라오 | 244 / 545 | 47        | 35.66% | 3.87%  | 여당                       |
| 1996 | 11대 로크 사바          | P. V. 나라심하 라오 | 140 / 545 | 104       | 28.80% | 7.46%  | 야당                       |
| 1998 | 12대 로크 사바          | 시타람 케스리       | 141 / 545 | 1         | 25.82% | 2.98%  | 야당                       |
| 1999 | 13대 로크 사바          | 소냐 간디           | 114 / 545 | 27        | 28.30% | 2.48%  | 야당                       |
| 2004 | 14대 로크 사바          | 소냐 간디           | 145 / 543 | 31        | 26.7%  | 1.6%   | 여당                       |
| 2009 | 15대 로크 사바          | 소냐 간디           | 206 / 543 | 61        | 28.55% | 2.02%  | 여당                       |
| 2014 | 16대 로크 사바          | 라훌 간디           | 44 / 543  | 162       | 19.3%  | 9.25%  | 야당                       |
| 2019 | 17대 로크 사바          | 라훌 간디           | 52 / 543  | 8         | 19.5%  | 0.2%   | 야당                       |

## 정책
현재의 인도 국민회의는 사회자유주의 계열의 정당으로, 자유, 평등, 관용, 세속주의, 개인 권리 등을 옹호한다. 냉전 시기 동안 인도는 중립을 주창하며 제1 세계와 제2 세계와 모두 동등하게 대했으나, 두 진영 모두에게 일정한 거리를 두며 중립을 표방하는 등 최대한 냉전 시기의 갈등에 휘말려들지 않기 위하여 노력하였다. 2004년에 집권 여당이 되었을 때에는 다양한 보건 정책, 주민등록번호 부여, 고용 보장 정책 등을 펼치며 시민들의 삶의 질을 높이기 위해 노력하였으며, 그 외에도 정보의 권리 등과 관련된 법을 제정하였다.

### 경제 정책
인도 국민회의의 경제 정강은 크게 두 시기로 나뉜다. 첫 시기는 1948년 독립 직후부터 1991년까지인데, 이 때까지는 국가 경제 규모 확립에 대부분의 노력을 기울였다.
독립 직후, 자와할랄 네루 총리는 외국에서 들여오는 수입품들을 국산 공산품들로 대체하는 수입 대체 산업화 정책(Import Substitution Industrialization)을 기조로 삼아 인도의 산업화를 진행하였고, 국가가 통제하는 공공 경제 분야와 민간이 경영하는 시장 경제 분야를 분리하였다. 그는 인도의 현대화에는 국가적인 중공업 산업의 발달이 핵심이라고 여겼고, 대부분의 자금들을 석탄, 제철, 에너지 산업 등에 투자하였다. 이 당시에는 각종 규제들이 워낙 복잡하게 얽혀 있는데다가 사업 허가도 선택받은 소수에게만 주어졌기에 인도 내에서 제대로 된 민간 사업의 규모 확장이 이루어지기 어려웠으며, 이때를 License Raj라고 칭하기도 한다. 이 규제는 네루 총리가 국가에 의해 주도되는 계획 경제를 내세웠기 때문이 가장 주요한 요인으로 꼽힌다. 민간 회사가 무언가를 생산해내기 위해서는 거의 80여 개에 달하는 정부 기관들의 심사를 거쳐야 했으며, 생산이 허가된 이후에도 지속적으로 정부에 의해 간섭을 받았다. 이러한 통제적인 시스템은 인디라 간디 총리 때에도 유지되었고, 은행업, 철강업, 석유 화학업과 같은 핵심적인 산업들은 아예 국유화되어 있었다. 다만 라지브 간디의 정책 하에서는 일부 완화적인 조치가 등장하기도 하였으나, 정책 기조 자체에 큰 변화는 없었다.
1991년, 나라심하 라오가 이끄는 인도 국민회의는 1991년 경제위기를 바탕으로 경제 민주화를 추진하게 된다. 이 정책으로 인해 외국인 투자자들에게 사업 확장의 길을 열어주었으며, 금융 규제를 완화하였고, 무역을 다자화, 자유화하는 등 여러 개혁 정책들이 많이 등장하였다. 이러한 정책들에 힘입어 국가의 부채가 줄어들었고, 민간 인프라가 크게 확충되었으며, 민간 산업들이 성장하였다. 그 뿐만 아니라 외국인 직접 투자도 활성화되어 인도 정부가 외부에서 융자를 받아옴과 동시에 더욱 유연한 경제정책을 운용할 수 있도록 하였다. 이후 나라심하 라오는 경제 전문가이자 경제 개혁의 주역이었던 만모한 싱에게 후임을 맡기고 퇴임하였다.
2004년에 만모하 싱은 인도 연방정부의 총리로 선출되었고, 2009년 총선 이후에도 총리직을 맡았다. 만모하 싱 정권은 금융업을 개편하고, 공기업들을 민간 기업들로 전환하는 정책을 유지하였다. 농부들을 과도한 빚에서 구제하기 위해 자금을 지원하였으며, 2005년에는 매출세 대신 부가가치세를 도입하였다. 인도는 2008년 금융위기의 여파를 직접적으로 맞는 것은 피해 나갔으며, 아탈 비하리 바지파이 총리가 추진했던 국가 규모의 도로 건설 사업을 재개하였다.
현재의 인도는 국가 주도의 계획경제와 민간 주도의 시장경제가 혼합된 구조이며, 인도 국민회의는 현재에도 수입 대체 산업화 정책을 옹호하고 있다. 또한 인도 경제의 성장을 위해서는 반드시 경제 민주화가 추가적으로 진행되어야 한다고 주장한다.

### 복지, 교육 정책
인도 국민회의는 2005년에 국가 주도의 교외 거주민을 위한 보건 정책을 실시하였으며, 이로 인해 50만 명에 달하는 사회 인력을 충원하였다. 2006년에는 인도 공과대학교, 인도 의학전문대학교 등 상위 명문대 모집생의 27%를 하위 계층들을 위해 남겨두라는 지시를 하였고, 이는 기득권층의 극심한 반발을 낳아 결국 대규모 시위가 일어나기도 하였다. 또한 교육 복지를 확대하여 학생들에게 점심 식사를 제공하는 정책을 펴기도 했으며, 낙후된 지역들에 새로운 학교들을 많이 열었다. 특히 만모한 싱의 정책 하에 8개에 달하는 공과대학들이 인도 전역에 새롭게 설립되었다.

### 외교 정책
인도 국민회의는 나라심하 라오 총리 때의 외교 기조를 현재까지도 유지하고 있다. 이에는 파키스탄과의 평화로운 공존 정책, 해외 국빈들과의 정상 회담을 통한 외교술 등이 포함된다. 국민회의는 중국과 협상을 통하여 국경분쟁을 해결하려 하였으나 의견 차이로 무산되었다. 아프가니스탄과의 관계 또한 인도 국민회의가 중요하게 생각하는 요인들 중 하나인데, 특히 아프가니스탄 대통령 하미드 카르자이가 인도를 국빈방문하였을 때에 만모한 싱 총리가 아프가니스탄의 학교, 병원 설립과 같은 인도적 지원에 대대적인 자금을 퍼부었다. 현재 인도는 아프가니스탄의 최대 원조국이기도 하다.
2004년부터 2014년까지 만모한 싱 총리는 미국과의 관계 개선에도 나섰는데, 만모한 싱 총리는 2005년에 미국을 방문하여 핵합의를 이끌어냈고, 당시 미 대통령이었던 조지 W 부시가 2006년에 인도를 방문하였다. 이 방문으로 인해, 인도가 IAEA의 핵시설 사찰을 받는 대신 기술 원조와 경제적 투자들을 받을 수 있게 되었다. 2년에 걸친 협의 끝에 2008년 10월에 핵 협정이 타결되었다.
현재 인도 국민회의의 외교 정책은 유럽 연합, 독일, 영국, 프랑스와 같은 서방 국가들에게도 호의적이다. 이란 혁명 이후에도 이란과의 관계도 어느 정도 이어나갔으며, 파키스탄과의 평화협상을 지지부진하지만 어느정도 이끌어나갔다. 또한 여타 개발도상국과의 관계개선도 중요시하여, 남아프리카, 라틴 아메리카 지역의 국가와도 친선적인 관계를 유지하려 노력하고 있다.

## 같이 보기
- 인도의 정당
- 인도의 정치
- 통합진보동맹